# Jorge Manicera
Jorge Carlos Manicera Fuentes (4. november 1938 - 18. september 2012) var en uruguayansk fodboldspiller (forsvarer).
Manicera spillede 21 kampe for det uruguayanske landshold. Han var en del af landets trup til VM 1966 i England, og spillede samtlige uruguayanernes fire kampe i turneringen. På klubplan spillede han flere år hos Montevideo-storklubben Nacional, og havde også udlandsophold hos Flamengo i Brasilien.